# Laurentius Olai Wallius
Laurentius Olai Wallius, född den 24 augusti 1588 i Valla by, Tysslinge socken, död 23 juni 1638 i Uppsala, var en svensk professor, rektor för Uppsala universitet, hovpredikant, pastor primarius och biskop.

## Biografi
Laurentius Olai Wallius var son till en förmögen bonde vid namn Olof Svensson och dennes hustru Brita Nilsdotter. Efter födelsebyn Valla upptog han sitt släktnamn Wallius. 

### Utbildning
Han blev skolpojke i Örebro, gymnasist i Strängnäs och student vid Uppsala universitet 1605. Han prästvigdes och blev vice pastor i Fogdö församling av Strängnäs stift 1608, lektor och rektor vid katedralskolan i nämnda stad 1610. Han blev osams med biskopen där och begav sig därför till Wittenberg, där han 1614 blev filosofie magister, och 1618 tog han teologie doktorsgraden i Tübingen.

### Karriär
Året innan hade han utnämnts till hovpredikant hos änkedrottning Kristina men när han återkom till Sverige 1619 utsågs han till överhovpredikant. Han blev kyrkoherde i Storkyrkoförsamlingen 1620, en befattning han accepterade utan att först höra sig för med änkedrottningen vilket gjorde henne arg. Wallius försvarstal gjorde inte saken bättre, utan hon hotade honom tvärt om med uppsägning. Det avlöpte med att Wallius fick göra avbön.
Trots fadäsen med änkedrottningen utsåg Gustav II Adolf honom, för hans lärdom, till primarius teol professor vid Uppsala universitet, och han blev domprost för båda församlingarna i nämnda stad 1621. 1622–1624 var Wallius rektor för Uppsala universitet. Uppsala härjades av pesten när Wallius ankom till ämbetet, och under sin tid som professor hann Wallius göra sig till bitter fiende till ärkebiskop Johannes Canuti Lenaeus, en ovänskap som kungen själv fick ingripa i. Han brukade utpeka sina ovänner i sina predikningar, och ärkebiskop Laurentius Paulinus Gothus, som var avskydd av Wallius, skrev 1648 till rikskanslern: "Hjelper mig i Jesu namn ifrån honom [Wallius]". De enda i Uppsala som Wallius inte var bittert ovän med var Lars Fornelius och Laurentius Stigzelius.
Under tiden i Uppsala spred Wallius ett rykte att hans gravida hustru Christina Luth varit otrogen med en av deras inneboende studenter, Simon Döpke. På sin dödsbädd biktade han för Stigzelius några av sina skäl för misstankarna. Efter hans död rannsakades hustrun och ryktet av professorerna i Uppsala, men enligt dom den 20 februari 1639 fastslog akademins koncilium att de fann inga skäl till misstanke om någon otrohet.
Den 12 februari 1638 utnämndes Wallius till biskop i Strängnäs stift, men hann inte tillträda ämbetet eftersom han insjuknade under anstalterna med flytten. Han dog samma år den 23 juni i Uppsala och begravdes den 2 juli i Strängnäs domkyrkas stora kor "varest hans dotter fru Ehrensteen lät över honom lägga en prydlig stenhäll med en vidlyftig latinsk påskrift till hans beröm".

### Familj
Han gifte sig första gången den 25 juni 1620 med Catharina Tidemansdotter (28 november 1602 på Fogdö prästgård i Fogdö socken, Södermanland, dotter till kyrkoherden i Fogdö och Helgarö församlingars pastorat i Strängnäs stift Tideman Laurentii och Margareta Reinholdi. Hon födde fyra döttrar och en son, men dog den 27 april 1628 i barnsäng. Barnen som föddes i äktenskapet med Catharina Tidemansdotter adlades med namnet Wallenstedt, bland dem brevskrivaren Catharina Wallenstedt. Efter hennes död tog systern Anna på Lundby hand om barnen. 
Andra gången gifte han sig den 24 februari 1631 med Christina Luth vars båda föräldrar var ättlingar till Vasaätten. Fadern var översten Johan Luth, till Myrby i Skuttunge socken och Ytternäs i Näs socken (båda i Uppsala stift), och modern var faderns kusin Karin Andersdotter  Björnram, dotter till ärkebiskop Andreas Laurentii Björnram från Bureätten. Med Christina hade han sonen Lars Wallius, adlad friherre och greve Wallenstedt, kungligt råd och president och en av de drivande bakom reduktionen. Han deltog 1623 i tortyren av Zacharias Anthelius som nyligen blivit avslöjad som katolik.